# Yamatotakeru

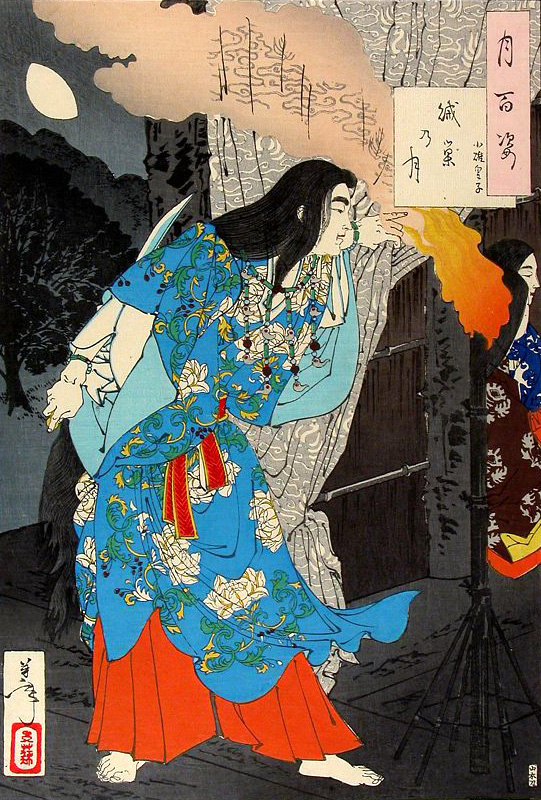
Farbholzschnitt von Yoshitoshi, fiktive Darstellung des Yamatotakeru, 1886

Yamatotakeru no mikoto (jap. ヤマトタケルノミコト, Kojiki: 倭建命, Nihonshoki: 日本武尊; * 72; † 113), auch Yamato-o-gu-na no mikoto (Kojiki: 倭男具那命, Nihonshoki: 日本童男尊), war der Sohn des Keikō-tennō. Sein eigentlicher Name (imina) war Ousu no mikoto (Kojiki: 小碓命, Nihonshoki: 小碓尊).
Nach den ältesten überlieferten Geschichtswerken des Landes, Kojiki und Nihonshoki, unterwarf er im Jahre 97 die Kumaso in Süd-Kyūshū und 110 die Ezo in Nordjapan, wodurch die Einigung Japans unter der Yamato-Regierung (siehe Yamato-Zeit) möglich wurde.